# Résistance intérieure française au cinéma

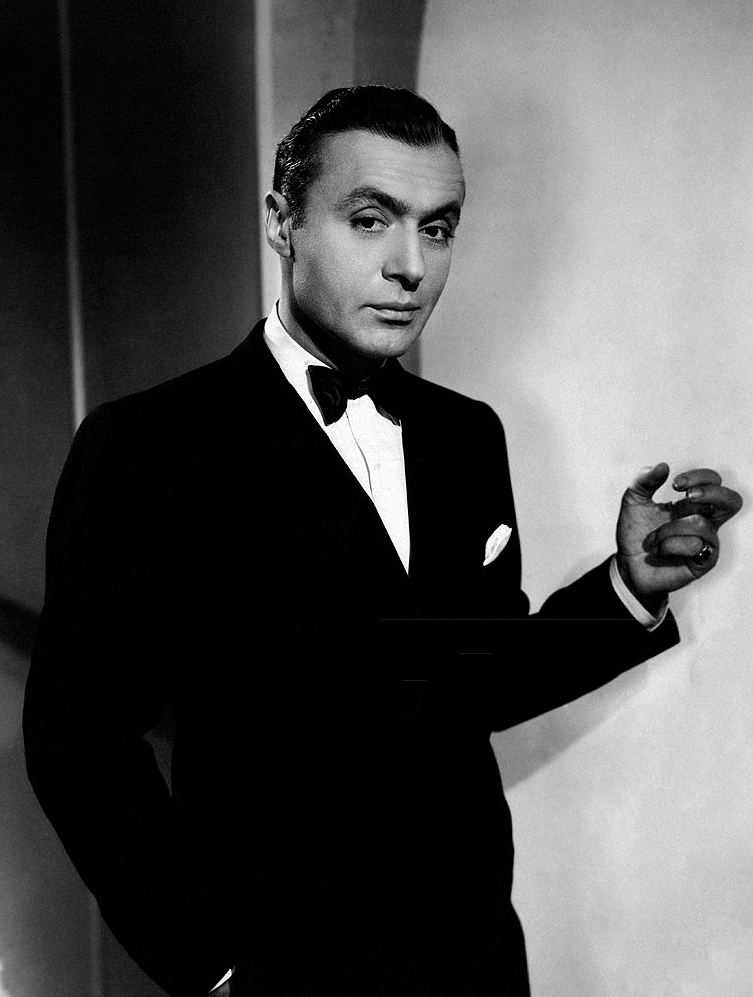
Charles Boyer, ici dans Elle et lui (1939) est le narrateur de "La Bataille du rail" de René Clément, Palme d'or du premier festival en 1946.

La résistance française au cinéma a été étudiée par les historiens via l'analyse dès les années 1970 d'un très grand nombre de films consacrés à la Résistance intérieure française, d'inspirations diverses et à toutes les époques, parmi lesquels de nombreux grands succès commerciaux, en particulier juste après la guerre puis au milieu des années 1960.
Les premiers films sur la Résistance étaient nombreux et souvent proches du documentaire, avec parfois des images tournées lors du conflit, le filon se tarissant dès la fin des années 1940. Les successeurs du général de Gaulle étant "loin de vouer un culte à la Résistance", qui agace Georges Pompidou et Valéry Giscard d’Estaing, et comporte un volet caché pour François Mitterrand, le genre n'a reçu qu'un soutien public très froid lors des dernières décennies du XXème siècle.

## Analyse et contextes
Dès la fin de la Seconde guerre mondiale,  le cinéma est "apparu comme un lieu incontournable" pour une Résistance intérieure française qui a "cherché des lieux propices à la définition, à la transmission, à la pérennité de son héritage". "Comme dans les récits publiés dans les journaux", les premiers films de la Libération ont "privilégié l'action" et le mouvement, mais aussi "le drame".
La vocation du cinéma, selon  l'historien Olivier Wieviorka, n'est par ailleurs pas historiographique car le spectateur de ces films, pour se faire une opinion sur une période qu'il n'a pas connue, ou découverte seulement en 1944 à cause de la censure prévalant depuis 1940, a également en général visité des musées, assisté à des commémorations, lu des romans ou des essais historiques. Il a aussi regardé des productions portant sur la Shoah, la collaboration, ou encore sur la vie quotidienne durant les années sombres, qu'elles soient françaises ou étrangères, le cinéma américain étant très présent dès l'après-guerre, sur fond de pénuries de matières premières pour le cinéma français, et après avoir été interdit sous l'Occupation.

## Premiers producteurs

### Situation héritée de la guerre
Sous l'Occupation, le cinéma avait été "la plus grande distraction des Français", avec beaucoup de "films qui s’amortissent facilement": 220 longs métrages de fiction entre 1940 et 1944, dont un maximum en 1942 et 1943, grâce à l’isolement culturel: les films américains, plus grosse part de la consommation française avant-guerre, sont interdits. Seuls les films allemands et italiens peuvent entrer en France, mais les spectateurs les boudent, préférant les films français, même si beaucoup des grands cinéastes de l’avant-guerre (Jean Renoir, René Clair, Julien Duvivier) avaient quitté la France pour les États-Unis. La profession ayant peu collaboré, son épuration sera "très limitée".
Au printemps 1944, le cinéma « de Vichy » est anéanti par les destructions de studios de tournage et de salles de projections par les bombardements ou les combats de la Libération, mais aussi les manques d’électricité de matières premières.

### Premiers films libres
| Massif du Vercors Vassieux-en-Vercors |

Le Service cinématographique des armées (SCA) et le Comité de libération du cinéma français (CLCF) ont fait partie des premiers producteurs juste après la guerre ou même pendant les derniers épisodes de celle-ci. Le CLCF a notamment filmé des actions réelles de Résistants. 
Selon les historiens, le PCF n'est pas "directement impliqué" dans le CLCF, constitué dans la Résistance par la fusion de six mouvements, dont l’un s’appelle "Les communistes du cinéma", même si son influence y existe. Jean-Paul Sartre participe aux débats de sa revue. Un article anonyme des Lettres françaises du 28 octobre 1944 défend une procédure de consultation du CLCF puis du Conseil national de la résistance (CNR) mise en place au gouvernement par la Direction générale du cinéma (DGC), qui exerce la décision finale d'autoriser un film ou pas.
Les archives personnelles du directeur du CLCF Jean Painlevé et les procès-verbaux des réunions d’août 1944 à février 1945 insistent sur de souhait de "reconnaissance" et de développement de la coopérative de production cinématographique « née spontanément de la Résistance », qui a tourné quelques films dans les maquis. Au cœur de l'orage, documentaire, a été réalisé en 1944-45 par Jean-Paul Le Chanois sur le maquis du Vercors avec du matériel dérobé, en août 1943, à la société allemande de production de films français Continental-Films, où il travaillait comme scénariste et avait constitué dès 1941 un noyau du CLCF. Recherché par la police française, il a décidé de disparaître de Paris et utilisé ce matériel pour filmer des maquisards du Vercors. Partant de la volonté de raconter le maquis du Vercors, les auteurs "glisseront petit à petit vers une œuvre beaucoup plus dédiée à une vision générale de la Résistance" et le film sur le Vercors n'a pu sortir qu'en 1948 au cinéma.
La coopérative a surtout filmé la Libération de Paris avec un montage à chaud de documents, dans la clandestinité, projeté dans la capitale, dès le 29 août 1944. Plusieurs fois remanié, le moyen métrage prit pour titre "La Libération de Paris". En images, il prend "le contre-pied du récit" de "Caravane blindée", film du SCA réalisé par Pierre Caillet, qui avait effacé ou omis le rôle essentiel joué par la Résistance intérieure française dans la Libération de Paris. Le film de la coopérative du CLCF accrédite par l'image la thèse d'une bataille de Paris en partie gagnée avant l'arrivée des Alliés, précédés, six jours après le début de l'insurrection, par les chars de l'avant-garde Leclerc, dans une ville selon lui "déjà solidement tenue en mains par les insurgés". Le nom de "Paris" y est utilisé 13 fois par le texte de Pierre Bost dit par Pierre Blanchar comme sujet d'un verbe d'action contre une fois seulement pour le mot FFI, tandis que «Front national», «FTPF», «communiste» sont systématiquement écartés. Plus tard, Charles De Gaulle utilisera le même procédé dans un discours célèbre consacré à Paris.
Une troisième version des événements a été permise par le documentaire "Paris liberated", monté à partir des images des correspondants de guerre américains, et qui constate lui l'importance du rôle joué par la Résistance intérieure française, avec des "prises de vues des fusillades de la Concorde et de Notre-Dame", mais en mettant l'accent sur "l'épuration sauvage pratiquée par les FFI" ou par "la populace", dans l'espoir de souligner la "représentation d'une capitale insurgée en proie à ses vieux démons révolutionnaires" et "brusquement délivrée de la violence et de la subversion par les troupes d'Eisenhower défilant en ordre impeccable sur les Champs-Elysées". Les nombreuses séquences de femmes tondues, coupées au montage du film du CLCF, sont au contraire reprises dans le film américain mais aussi sélectionnées par les services de propagande allemande".
La coopérative du CLCF a produit quelques autres films à succès ensuite, dont "La Bataille du rail" de René Clément, avec l'aide de la SNCF, et "Le 6 juin à l'aube" de Jean Grémillon, sorti en 1945 et fait de notes cinématographiques sur le débarquement anglo-américain, avec ses conséquences sur le plan humain, économique et artistique ».
Selon l'historien Jean-Pierre Jeancolas, qui a travaillé sur ces archives, le "CLCF n’a jamais eu de véritable pouvoir", ni "été le parlement du cinéma français, ni même un groupe de pression", dans une profession assaillie de problèmes pressants: "trouver quelques wagons de charbon pour faire redémarrer l’usine de pellicule vierge à Vincennes, trouver de l’électricité pour réanimer les studios", qui ne pouvaient être résolus sans en passer par les services de la Production industrielle, au gouvernement. Il faut de plus renouveler l'accord signé en 1936 (dit "Marchandeau") qui autorisait l'importation chaque année de 188 films, sur fond de "fringale de cinéma américain qui tenaillait les spectateurs français". Le 28 mai 1946, l’accord est signé à Washington et n'accorde aux films français qu'une semaine sur trois sur les écrans contre une sur deux espérée.

### Rivalités entre gaullistes et communistes
À cause des pénuries, en pellicule notamment, le secteur commercial français se voit lui quasiment exclu ces années-là d’un marché que dominent ces deux institutions coopératives et publiques, avec des productions souvent différentes dans le choix des sujets. Le SCA "valorise nettement les exploits de la France libre" tandis que le CLCF "accorde le primat à la Résistance intérieure française. Plus que d'une France globalement résistante, tous deux présentent "l’image d’une France hostile à l’Allemagne et à la Collaboration", mais pas forcément unanimement.
Les historiens ont souligné les "tensions mémorielles entre gaullistes et communistes au cours de cet immédiat après-guerre", qui ont pû stimuler la production cinématographique des deux côtés, malgré la pénurie de pellicules et d'électricité. Les seconds se présentent abusivement comme le "parti aux 75000 fusillés" afin de dissimuler ou compenser "l’entrée officielle tardive du PCF dans la résistance". L'Étincelle, revue du RPF (gaulliste) créé en 1947 stigmatise ainsi une réécriture de l’histoire, mais "en distinguant les chefs du PCF, réputés de mauvaise foi", des "authentiques résistants de la base". La construction d’une mémoire gaulliste a de son côté "tendance à résumer la résistance à une création de de Gaulle relayée en France par Jean Moulin" et estime même que pour les dirigeants du PCF, "la Résistance n’a été que l’une des phases de leur tactique dans la marche à la dictature".

### Films commandités par le PCF
Par ailleurs sont diffusés "des films commandités par le PCF lui-même", en dehors des circuits commerciaux et industriels, sans demander l’agrément du CNC, comme en 1946, "Nous continuons la France", de Louis Daquin, présenté comme une œuvre anonyme, « réalisée par une équipe de techniciens communistes » et d'autres en 1947 et 1948.

### Films du SCA

#### Réalisation
Selon l'historienne Sylvie Lindeperg, le Service cinématrographique des armées (SCA) avait pour mission de produire des reportages d'actualités sur les opérations militaires puis au printemps 1945 celle de réaliser, entre mai et décembre, une série de courts et de longs métrages sur la guerre, diffusés lors de cérémonies commémoratives, ou présentés au «Champs-Elysées», salle spécialisée dans les productions officielles, avec "le concours de personnalités civiles issues des sphères gaulliennes" comme André Gillois, ex-porte-parole de la France libre, qui commente "La Grande épreuve" de Pierre Poutays, long métrage retraçant les années 1939-45. Le SCA devait ainsi redorer le blason et assurer la cohésion d'une "institution militaire délitée" par le "legs ambivalent" de la guerre perdue en 1940. Il l'a effectué en lui transférerant "la légitimité acquise par le noyau de la France combattante", via la méthode du «souvenir-écran», limitant les récits aux "seuls épisodes glorieux de la Bataille de France".

#### Omission des actions alliées
Ses films "exaltent" l'action du Général De Gaulle et minimisent celle de la Résistance intérieure française, dont les combattants sont souvent "devenus des concurrents politiques", mais aussi le rôle des Alliés dans la Libération. Ceux consacrés au débarquement de Normandie suggèrent ainsi une participation française "quantitativement et stratégiquement équivalente, voire supérieure, à celle des Anglo-saxons", en énonçant "complaisamment" la liste des navires français associés et en évoquant "à peine les puissantes armadas anglo-saxonnes".
Le film "Débarquement sud" évoque même cet autre événement maritime militaire "sans jamais mentionner le rôle des Alliés, laissant ainsi supposer qu'il s'agissait là d'une victoire purement française", suscitant des critiques "jusque dans la presse communiste" spécialisée, notamment le journal "L'Ecran".
Selon l'historienne Sylvie Lindeperg, les films du SCA de l'époque omettent "toute référence au nazisme" ou aux combattants sans uniforme, afin de "dénoncer le seul ennemi héréditaire", l'Allemagne, pour se placer dans les limites "d'un conflit militaire classique" avec la méthode de "fixer sur les écrans, le concept gaullien de "guerre de trente ans".

#### Omission de la Résistance intérieure
Le récit" du film "Caravane blindée" produit par le SCA, a omis le rôle essentiel joué par la Résistance intérieure française dans la Libération de Paris alors qu'une autre film de la coopérative du CLCF accrédite au contraire l'idée d'une bataille de Paris en partie gagnée avant l'arrivée des Alliés. Ce documentaire de 23 minutes sorti en 1946 a été réalisé par Pierre Caillet assisté de Suzanne Lafaye, sur une musique de Georges Tzipine. Il raconte l'épopée de la Division Leclerc, du Tchad à la libération de Paris en passant par la campagne de Normandie.

### Autres films
Plusieurs de films de l'immédiat après-guerre mettent à l'écran des traîtres à la Résistance, incarnés par de grands acteurs. C'est Pierre Brasseur dans Jericho, réalisé par Henri Calef et sorti en 1946, pour raconter l'opération Jéricho, qui permet à des Résistants de s'échapper d'une prison grâce un bombardement allié et gagner un maquis. Inspiré d’un fait réel, l'oeuvre est tournée par des professionnels avec un souci de "réalisme psychologique" et sans manichéisme. Elle montre la France « non point comme un pays en guerre, mais comme un territoire soumis à la lie du vainqueur, avec le concours des autorités françaises ».
Serge Reggiani incarne un autre traître dans "Les Portes de la nuit" de Marcel Carné, sorti en 1946, et lui soldé par un "échec commercial", qui dépeint une aventure amoureuse tragique entre un résistant Diego et une femme mariée, sœur d'un ancien collaborateur ayant dénoncé son ami Raymond. 
Dans les deux cas, les traitres ont une allure haïssable.
Parmi les autres premiers films, l'adaptation du Silence de la mer de l'écrivain Vercors. Le film éponyme, , tourné en 1947 et sorti en 1949 par Jean-Pierre Melville se révèle être un des fondements de la Nouvelle Vague. L'idée de faire ce film vint à Melville du jour où il lut le livre sous les bombes à Londres.

## Rythme de production
Entre décembre 1944 et août 1945 sont tournées neuf fictions en longs-métrages sur le sujet, mais "le filon s’épuise assez vite pour avoir été trop exploité" et le rythme de production ralentit considérablement trois ans après, avec seulement une dizaine de films sur le même sujet entre 1949 et 1952, avant de se tarir presque entre 1953 et 1957, avec deux longs-métrages seulement.

## Succès en salles

### Immédiat après-guerre
Deux films connaissent un grand succès en salles en 1946 et permettent le "dévoilement d’une action résistante largement méconnue", car le plus souvent discrète et censurée par l'Occupant, pour des Français, qui en majorité "ignorent en effet tout, ou presque, de l’armée des ombres". Ils "rassurent une population traumatisée par une rude occupation" et qui estime n'avoir "pas commis d’actes répréhensibles, à défaut de s’être pleinement engagée".
"La Bataille du rail" de René Clément deviendra "un film matriciel que revendiquent, implicitement ou explicitement, ses successeurs". Il est précédé par une ébauche sous forme de bref documentaire, "Ceux du rail", ensuite "transformé en long métrage de fiction" malgré un "manque de moyens matériels", qui amène le recours à des bénévoles. Le film cultive l'image "idyllique d’une grande famille du rail, solidaire de la base au sommet", suscitant l'attachement des cheminots de tous âges et de tous milieux. Le film emprunte parfois les formes du documentaire, en noir et blanc et avec des décors naturels, pour vanter un pays "solidaire dans la bataille de la libération comme dans celle de la reconstruction". La SNCF a participé à son financement.  Il est sorti en 1946 et "un train entier" a été sacrifié pour la séquence importante du déraillement opéré par des Résistants. 
"Le Père tranquille" de Noël-Noël (1946) a été l'autre grand succès commercial de l’après-guerre, qui décrit une Résistance, "apolitique et responsable puisqu’elle refuse de risquer inutilement des vies". Le film est tiré de faits réels vécus par l'horticulteur Jean Ernest Kempnich dans la ville de Woippy en Moselle, mais tourné en Charente, à Confolens et à Angoulême. Il met l'accent sur le fait que la Résistance est terminée, dans la ligne gaulliste, et « à la gloire du Français moyen apparemment pantouflard et attentiste mais dissimulant sous ses allures bonasses et prudentes son activité de chef de réseau de résistance locale », selon le critique de cinéma Jacques Siclier. Sa réussite commerciale vient de la « cristallisation d’un modèle héroïque forgé à l’usage exprès du Français moyen », même s'il était resté passif le plus souvent, car le film, qui démystifie le faux patriotisme, « laisse planer sur cette passivité l’ombre d’un doute bienveillant ».

### Années 1950
Au temps de la Guerre froide qui précède la mort de Staline, le cinéma a été vu instrumentalisant le passé, dans la glorification de la résistance.
À partir de 1954, la guerre d’Algérie fait "un peu oublier la Seconde Guerre mondiale et la Résistance" mais Claude Autant-Lara, ex-militant du CLCF, illustre le marché noir dans La Traversée de Paris (1956), film qui n'aborde la Résistance que de loin. C’est le premier des six films avec Bourvil retraçant la Seconde Guerre mondiale.
La même année, "Un condamné à mort s’est échappé" de Robert Bresson (1956) relate l’évasion d’un résistant interné à Lyon, dans le fort de Montluc, ou sera interné aussi Jean Moulin. 
Dans Le Passage du Rhin, tourné par André Cayatte à la fin des années 1950 et sorti en 1960, qui raconte l'amitié entre un ouvrier pâtissier et un journaliste qui en juillet 1940 passent le Rhin avec d'autres prisonniers de guerre français, la foule acclame successivement le maréchal Pétain puis le Général De Gaulle. Evadé, le héros retrouve en France sa maîtresse qui fréquente son ancien patron qui dirige un journal devenu collaborationniste puis est à nouveau successivement arrêté et libéré grâce à elle, qui couche avec un officier allemand de la Gestapo. Participant à la libération de Paris, il est élu directeur de son ancien journal et retrouve sa maitresse, qui a échappé à l'épuration mais finit par partir sans laisser d'adresse, pour le laisser libre.

### Années 1960
Vingt ans après les grands succès de l', la forme comique de films comme La Grande Vadrouille décrit la France résistante des Français moyens comme Bourvil, avec deux actes classiques de la Résistance, un attentat contre des officiers allemands et le fait de cacher des aviateurs anglais ensuite accompagnés vers une filière d'évasion pour la zone libre. C'est le deuxième plus grand succès public de l'histoire du cinéma français, dépassé uniquement en 2008 par Bienvenue chez les Ch'tis.
Paris brûle-t-il ?, sorti la même année et consacré à la Libération de Paris, remporte lui aussi, avec plus de quatre millions d'entrées, un large succès en salles, avec une pléiade de prestigieuses vedettes françaises, américaines et allemandes. Il est nommé aux Oscars l'année suivante pour sa photographie et ses décors. La bande originale composée par Maurice Jarre, nommée aux Golden Globes, comprend la chanson Paris en colère, interprétée par Mireille Mathieu, qui remporte également un grand succès. C'est un récit très documenté construit par Paramount Pictures comme le pendant européen du film américain Le Jour le plus long (1962) de 20th Century Fox. C'est le quatrième film de René Clément sur la Résistance, après La Bataille du rail (1945), Jeux interdits (1952), Le Jour et l’heure (1962). Georges Bidault y est éclipsé, l'auteur préférant concilier la vision communiste, prompte à encenser le peuple insurgé, et la vision gaulliste, encline à célébrer le général Leclerc et surtout montre le général von Choltitz épargnant Paris par humanisme, légende depuis démontée par les historiens.
Trois ans après, L'Armée des ombres, est dans "la même veine" mais penche beaucoup plus du côté gaulliste. Ce film de Jean-Pierre Melville sorti sur les écrans en 1969 et adapté du roman éponyme de Joseph Kessel met l'accent sur la solitude des personnages due à la clandestinit et les états d'âme qu'instiguent la confrontation avec la mort. Le colonel Passy y joue son propre rôle, les acteurs "taisent leur appartenance politique" et une scène fait "la part belle au Général De Gaulle quelques mois avant son départ.

### Début des années 1970
La première partie des années 1970, marquée par les désillusions de l'après-Mai 68, voit la sortie de deux films remarqués, consacrés non aux Résistants mais aux collaborateurs. Le Chagrin et la Pitié (1971) pointe le doigt sur l'antisémitisme en France et décrit un pays où le pétainisme a une influence, tandis que Lacombe Lucien (1974) met en scène un personnage à qui son instituteur refuse d'entrer dans un réseau de résistance et qui devient un dénonciateur puis entre dans la Gestapo.
La même année que sort L'Armée des ombres, est tourné sans se presser Le Chagrin et la Pitié (1971), portant une vision décapante du pétainisme d’une ville auvergnate sous l’Occupation, qui fut un vivier de résistants pourtant, en confrontant des entretiens aux images d’actualité pour souligner la contradiction entre la vérité du passé et celle du souvenir. Puis la publication de L’Archipel du goulag (1973) d’Alexandre Soljenitsyne fragilise l'idéologie communiste, un an avant Lacombe Lucien (1974) dont le héros devient un dénonciateur puis un Gestapiste. " Sans écorner le prestige de la Résistance", ces deux films donnent une vision différente de la France sous l'Occupation, l'auteur du premier insistant sur ce point. A la même époque, plusieurs chefs de mouvements résistants (Henri Frenay, Claude Bourdet…) mais aussi des exclus du Parti communiste français profitèrent du déclin du PCF et des gaullistes pour publier leurs mémoires.

### Années 1980
Les femmes résistantes tiennent les premiers rôles dans trois films sur le sujet sortis dans les années 1980, Blanche et Marie (1985) de Jacques Renard, Lucie Aubrac de Claude Berri et Les Femmes de l’ombre de Jean-Paul Salomé. Dans le premier, l'héroïne est confrontée à un résistant harceleur. 
Par ailleurs, les étrangers, sont au coeur du film "L’Orchestre rouge" (Jacques Rouffio, 1989), adapté du livre d'investigation du romancier Gilles Perrault, sur un réseau d'espionnage soviétique des nazis installés en France, en Belgique et en Allemagne même, mais cétait déjà le cas quinze ans plus tôt dans "L'Affiche rouge", de Franck Cassenti, Prix Jean Vigo en 1976, film-témoignage consacré à l'affaire Manouchian, groupe de la MOI (main-d’œuvre immigrée), avec peu de moyens mais des survivants historiques et la troupe d'Ariane Mnouchkine, dans le décor de la Cartoucherie de Vincennes.
Sorti en 1983, "Papy fait de la Résistance" et son réalisateur, Jean-Marie Poiré, reprennent en mode ironique les images iconiques de films précédents sur la Résistance en particulier "L’Armée des ombres", et "La Grande Vadrouille", voire de "Rome ville ouverte" (1945) "pour les subvertir". La comédie adaptée de la pièce de théâtre éponyme devait avoir Louis de Funès en premier rôle mais il est décédé d'un infarctus peu de temps après avoir donné son accord. Le cinéaste recourt à une "fausse fin" : une parodie de l'émission de débat "Les Dossiers de l'écran" consacrée à la période de l'Occupation, réunit plusieurs protagonistes du film, beaucoup plus âgés. Avec 4 millions d'entrées c'est septième succès 1983 grâce à un budget de 30 millions de francs et un nombre record de vedette,  dont celles des "Bronzés", au sommet de leur gloire. De Funes avait proposé un rôle réduit pour ne pas fatiguer son coeur, après deux infarctus.

### Années 1990
"Uranus", sorti en 1990, servi par une "distribution brillante" (G. Depardieu, F. Luchini, J.-P. Marielle, P. Noiret entre autres), et adaptant un livre de Marcel Aymé écrit en 1946, a été un autre succès, traitant des "excès de la Libération et de l’épuration" via un portrait critique et hypocrite, des Français sous l'Occupation, plus que de la Résistance elle-même. Serge Daney, dans les pages « Rebonds » de Libération,  a estimé que Claude Berri ne pensait pas réellement cette période difficile et « rach[etait] le passé ». Ce dernier exigea la publication d'un droit de réponse. Débouté une première fois, puis servi à la seconde tentative, il obtint le premier droit de réponse de l'histoire à une critique de presse, hors diffamation. Serge Daney en resta meurtri car le directeur du journal, Serge July, n'avait pris sa défense.

En 1993, l'historienne Sylvie Lindeperg publie une étude  sur "les rapports entretenus par le pouvoir gaulliste avec le cinéma français", via la question des représentations de la Seconde Guerre mondiale et une comparaison des films tournés au cours des périodes 1944-45 et 1958-69

### Années 2000
"Walter, retour en résistance", film de Gilles Perret sorti en 2009, tourné dans des écoles et lycées de Haute-Savoie, sur le plateau des Glières et pendant un voyage scolaire à Dachau relate l'histoire de Walter Bassan, ancien résistant resté engagé à plus de 80 ans, dans le devoir de mémoire, dans le contexte de l'élection de Nicolas Sarkozy.
Un rapprochement est fait entre le programme politique du Conseil national de la Résistance (CNR) signé en mars 1944 par l'ensemble des forces résistantes allant des gaullistes aux communistes et mis en place dès 1945 et la politique menée pendant la période entourant le montage et la sortie du film (2008). Le film rappelle que ce programme a permis de jeter les bases de la sécurité sociale ou des retraites à répartition. Plusieurs résistants, comme l'ancien ambassadeur Stéphane Hessel ou l'écrivain John Berger, insistent sur la nécessité d'indignation et de résistance contre les attaques faites aux droits de l'homme. De nombreux aspects sont évoqués dans ce film : l'espérance en l'efficacité d'une minorité active, les combats de la Résistance, la dénonciation, la torture, la vie quotidienne dans un camp de concentration, le combat politique et syndical, la manipulation de la presse, la récupération ou le devoir de mémoire.

## Thématiques et scènes récurrentes
De Lucie Aubrac (1997) aux Femmes de l’ombre (2008), bien des longs-métrages débutent par une scène de sabotage ferroviaire, parfois même sans réalité historique, Lucie Aubrac n'ayant par exemple jamais été associée à ce type d’opérations.
C'est la scène la plus importante de "La Bataille du rail" en 1946 et de son successeur "Le Train" en 1964.
Le ralentissement de la production de ce type de film s'opère après un drame qui cause une vingtaine de morts, le Sabotage et déraillement du train postal Paris-Tourcoing le 3 décembre 1947 à Arras, dont les auteurs n'ont jamais été identifiés, bien qu'il se soit déroulé pendant les grèves de 1947 en France.

## Rediffusions et postérité
Parmi ceux qui ont atteint la postérité selon l'historien Olivier Wieviorka, La Bataille du rail (1946), L’Armée des ombres (1969) et Papy fait de la Résistance (1983). Il cite aussi parmi les grands succès de l’après-guerre qui selon lui ont bien vieilli, Père tranquille (1946).
La Traversée de Paris (1956) a été diffusée vingt-sept fois entre 1957 et 2017, suivie de près par Le Mur de l’Atlantique (1970) et La Vache et le Prisonnier (1959) avec vingt diffusions chacun.

## Sélection de films
Tout comme la Seconde Guerre mondiale au cinéma, la résistance inspira bon nombre de fictions. Libération en donna une liste dans la critique qui éreinte Lucie Aubrac.
Pour une liste plus exhaustive, voir Catégorie:Film sur l'Occupation allemande en France.
- Reconstitutions historiques
  - La Bataille du rail, René Clément, 1945
  - Jéricho, Henri Calef, 1946
  - Un condamné à mort s'est échappé, Robert Bresson, 1959
  - Le Train, John Frankenheimer, 1964
  - Paris brûle-t-il ?, René Clément, 1966
  - Lucie Aubrac, Claude Berri, 1997
  - L'Armée du crime, Robert Guédiguian, 2009

- Fictions
  - Le Père tranquille, René Clément, 1946
  - Le Silence de la mer, Jean-Pierre Melville, 1947, d'après une nouvelle de Vercors, 1942
  - L'Armée des ombres, Jean-Pierre Melville, 1969, d'après un roman de Joseph Kessel, 1944
  - Lacombe Lucien, Louis Malle, 1974
  - Un héros très discret, Jacques Audiard, 1996
  - Monsieur Batignole, Gérard Jugnot, 2002
- Documentaires
  - Le Chagrin et la Pitié, Marcel Ophüls, 1971
  - Des terroristes à la retraite, Mosco Boucault, 1985

- Comiques
  - Babette s'en va-t-en guerre, Christian-Jaque, 1959
  - La Grande Vadrouille, Gérard Oury, 1966 (deuxième plus grand succès public de l'histoire du cinéma français, dépassé uniquement en 2008 par Bienvenue chez les Ch'tis)
  - Le Mur de l'Atlantique, Marcel Camus, 1970
  - Papy fait de la résistance, Jean-Marie Poiré, 1983

## Sources
1. 1 2  "La résistance dans le cinéma français de fiction (1944-1994)" par Suzanne Langlois en 2001 aux Editions L'Harmattan
2. 1 2 3 4 5 6 7 8 9 10 11 12 13 14 15 16 17 18 19 20 21 22 23 24 25 26 27 28 29 30 31 32 33 34 35 36 37  Olivier Wieviorka, « La Résistance : une représentation impossible ? », sur www.cairn.info, 2019 (consulté en mai 2023)
   Dans la revue Inflexions.
3. 1 2 3 4 5 6 7 8 9 10 11 12 13 14 15 16 17 18  "Le Parti communiste français et le cinéma (1944-1953)" par l'historien Jean-Pierre Jeancolas en 2018 dans la revue 1895
4. 1 2 3 4 5 6 7 8 9 10 11 12 13 14 15 16 17 18  "Les représentations successives de la Résistance dans le cinéma français" par Jean-François Dominé, en 2008 dans la Revue historique des armées
5. 1 2 3 4 5 6 7 8 9 10 11 12 13 14 15 16 17 18 19 20 21 22 23 24 25  Sylvie Lindeperg, "La Résistance rejouée. Usages gaullistes du cinéma", dans Politix, revue des sciences sociales du politique, en 1993
6. ↑  Le 6 juin à l'aube sur Sudoc.fr
7. 1 2 3 4  "Tensions mémorielles entre gaullistes et communistes dans l’immédiat après-guerre", par Dominique Chathuant, le 10 février 2016, dans "Les mémoires de la Seconde guerre mondiale depuis 1945"
8. ↑  Article non signé paru dans la revue gaulliste L’Étincelle, n° 16, 9 août 1947
9. ↑  Fiche BD Ciné
10. ↑  Analyse du film parue dans la revue Image et Son en décembre 1965, sur marcel-carne.com, consultée le 12 décembre 2011.
11. ↑  Variations sur l'occupation, par Joseph Daniel, in Manière de voir n°88 page 20 (réédition d'un article du Monde diplomatique de septembre 1974)
12. ↑  Sylvie Lindeperg, Les résistants, leur temps et le nôtre, in Dictionnaire historique de la Résistance, Robert Laffont, 2006, p. 1002
13. ↑  Suzane Langlois, La Résistance dans le cinéma français, 1944-1994, L'Harmattan, 2001
14. ↑  « Uranus : Le Deuil du Deuil », sur Spectres du Cinéma par Wikiwix, 16 janvier 2009
15. ↑  « Papy Berri fait de la résistance », sur Libération, 26 février 1997

## Compléments
- Résistance intérieure française